# BEST GUY
『BEST GUY』（ベストガイ）は、1990年12月15日に公開された日本映画。航空自衛隊千歳基地を舞台に、基地のパイロットに与えられる最高の称号「BEST GUY」の座を賭けて特別強化訓練に臨むF-15J イーグルのパイロットたちの姿を描いた航空アクション映画。
日本版『トップガン』を目指して作られた。航空自衛隊が映画製作に初めて全面協力した。

## ストーリー
航空自衛隊では、人格・技量に優れる模範的な隊員に「BEST GUY」の称号を与えて表彰する習慣があった。ある日、千歳基地の第2航空団に属する第201飛行隊に、二等空尉・梶谷が新田原基地の第5航空団から転任して来る。梶谷は航空自衛隊幹部候補生学校出身であったが、学校や新田原では規則や常識を嫌うヤンチャな態度のために劣等生とみなされ、飛行資格を3回取り消されかけた問題隊員だった。
梶谷は班長の吉永に会うなり、挑発的な態度を取る。かつて吉永は、梶谷の兄で小松基地の「BEST GUY」であった哲夫とともにF-4に搭乗して落雷事故に見舞われるも生還した経験があり、その一方で哲夫は殉職していた。梶谷は優れたパイロットであったはずの哲夫の事故死を吉永のせいと決めつけて恨んでおり、一方的な敵意を向けたのだった。吉永は何の弁解もせず、梶谷に厳しく接する。
梶谷はF-15Jの操縦や射撃訓練で天性の腕前を見せるが、非常識な言動で何度も周囲をあわてさせる。また、ビデオディレクターの深雪がミュージック・ビデオ撮影のために基地にやって来る。F-15Jを撮影する深雪は梶谷の天衣無縫な操縦ぶりに魅了される。
隊では隊長の山本率いる「フォックスチーム」と吉永率いる「ベアーチーム」に分かれて3週間にわたり戦技を競う「特別強化訓練」が開始された。梶谷はフォックスに、梶谷と技を競う防衛大学校出身のエリート・名高はベアーに編成される。梶谷は吉永への敵意や名高へのライバル心が高じて、空中訓練で正面衝突寸前の危険な飛行を行い、隊の顰蹙を買う。やり場のない感情を持て余す梶谷は、自分の感情をバーティゴ（空間識失調）に例えて深雪に話す。やがて深雪はスポンサーの撤退のために撮影が頓挫し、心残りのまま基地から離れる。
ある日、ソ連の偵察機（作中で国名は登場しないが、場面にはツポレフTu-16とスホーイSu-27が登場しており、いわゆる東京急行が示唆されている）が日本の領空を侵犯し、飛行隊にスクランブル命令が下る。哨戒任務のため飛行中だった梶谷は、編隊長の名高とともに侵犯機のいる空域へ急行する。自衛隊側が積極的な攻撃行動を行えないことに乗じ、侵犯機は名高の機体をロックオンするなど、あからさまな恫喝行動をとる。梶谷と名高は巧みにサポートし合い、侵犯機を追い払うことに成功する。編隊は帰路につくが、梶谷がバーティゴに陥る。梶谷はパニックになりながら機体から脱出する。機体を安全なところへ運んでから脱出するというマニュアルを破ってのとっさの行動であったが、梶谷の機体は海中へ没し、民間被害をまぬがれる。
大きな怪我なく救出された梶谷だったが、パイロットとしての自信を大きく喪失し、叱責に現れた吉永に対し「俺は最低のパイロットです」と吐き捨てる。吉永は「お前の兄貴も生きていればそう言ったはずだ」と返答し、梶谷を激しく殴打しながら哲夫との事故の顛末を語る。落雷でコントロールを失った吉永と哲夫の機体は、民間被害を避けようと海へ出た末にバーティゴに陥り、哲夫だけ脱出に遅れて殉職したのだった。「BEST GUY」であったはずの兄の死の真相に衝撃を受けた梶谷は基地から姿を消し、慰藉を求めてかつての恋人の住む鹿児島へ赴くが、その女性は新しい恋人との生活を始めていた。次に梶谷は東京へ渡り、深雪の自宅をおとずれる。それぞれの悩みを抱える2人は感情を爆発させ、言い争いになる。それぞれの思いに気づいた2人はやがて互いをなぐさめ合い、それぞれの自己実現のために基地に戻ることを決める。
訓練最終日。梶谷と名高は「BEST GUY」を争う空中戦闘機動（ACM）訓練に臨んだ。先にロックオンをした方が勝利するルールであった。ドッグファイトの末、梶谷が名高を追い詰めるが、そのとき名高の機体が海面へ向かい始める。名高がブラックアウトに陥ったことを見て取った梶谷はロックオンをやめ、名高に無線連絡を取って適切な操縦指示をし、彼を救う。対決を再開して名高が勝利し、彼が新たな「BEST GUY」となる。梶谷は素直に名高を称える。
ふたたびディレクターとして雇われることが決まった深雪のもとに、V-107Aに乗った制服姿の梶谷が現れる。2人は激しく抱き合う。
山本隊長の退職の日。梶谷と名高は餞別として曲技飛行を披露し、笑顔を見せ合いながら空の彼方に飛び去る。

## キャスト
- 梶谷英男二尉＝ゴクウ：織田裕二
- 水野深雪：財前直見
- 名高輝司一尉＝イマジン：長森雅人（新人）
- 村松義貴三尉＝ロビン：東幹久
- 中川惇夫三尉＝ダック：米山善吉
- 立石隼三准空尉＝ユンカー：黒崎輝
- 山本忠幸二佐＝オデッセイ（第201飛行隊長）：黒沢年男
- 加茂川善三一曹：小林昭二
- 柴田晶子三尉＝アッコ（名高の恋人）：岩本千春
- 屋敷治雄三佐＝サンダー：須藤正裕
- 徳田剛二曹：松田勝
- コントロールルームの航空管制官：平野稔、中丸新将、大林丈史
- クラブのバーテンダー：津波古充二
- ビデオプロデューサー：中原丈雄
- クラブ歌手（梶谷の元恋人）：冴木杏奈
- 城之内宣久一尉＝コング：高岡良平
- 大島幾生一尉＝ビガー：福田健次
- 桜井健司二尉＝チェリー：近藤誠
- 上野敏之一尉＝ジュピター：斧篤
- 小林裕太二尉＝ハイボール：大島正敏
- 黒田正行二尉＝ブラッキー：豊嶋稔
- 浦沢修男三尉＝キャット：畔田裕一
- 竹井宏二尉＝ピカソ：高安青寿
- 寺脇三郎三尉＝サリー：石川功久
- 吉永由美子（吉永三佐の妻）：佳那晃子
- 加納太一郎（航空幕僚長）：根上淳
- 滑走路の航空管制官：竹中直人
- 梶谷哲夫二尉＝アポロ：榎木孝明（友情出演）
- シェリー（英語版）：本人（特別出演）[3]
- 北部方面衛生隊看護婦長：島倉千代子（特別出演）
- 吉永信明三佐＝ゾンビ／デモン：古尾谷雅人

## スタッフ
- 監督：村川透
- 企画：牧野良祥、山口明雄
- プロデューサー：長谷川安弘、山口明雄、水野洋介、小島吉弘、豊原道雄
- 原作：山口明雄（『翼』連載）
- 脚本：高田純、村川透
- 撮影監督：阪本善尚
- 美術：育野重一
- 衣裳デザイナー：柳生悦子
- 照明：大久保武志
- 録音：佐藤泰博
- 整音：北村峰晴
- 編集：川島章正
- 音楽：山崎稔
- 音楽監督：鈴木清司
- 音楽プロデューサー：高桑忠男
- 助監督：谷口正行
- プロデューサー補：石井誠一郎
- 装飾：佐々木京二
- 記録：土居久子
- 装置：開米慶四郎、倉林孝夫
- 擬斗：中瀬博文
- ネガ編集：岡安プロモーション
- 音響効果：斉藤昌利、中村佳央（東洋音響カモメ）
- サウンドアドバイザー：中山義廣
- 特殊効果：IMAGICA
  - スーパーバイザー：阪本善尚
  - 特効プロデューサー：都筑正文
- 特殊撮影
  - 特殊撮影プロデューサー：西康夫
  - 特殊撮影ディレクター：渡辺登
  - マットペイント：古賀信明
  - アニメーション：橋本満明、津田輝王
- 宣伝：東映洋画宣伝室
- ノベライゼーション：麻倉一矢（カドカワノベルズ版）
- 装置：東映美術センター、北海道美術センター
- 装飾：京映アーツ
- 衣裳：京都衣裳
- サウンドトラック：『BEST GUY』（BMGビクター）
- 録音スタジオ：にっかつスタジオセンター
- 撮影協力：防衛庁、航空自衛隊
- 製作協力：アクセス・イースト、ウイングス・ジャパン・インク

## 製作

### 企画
1988年から原作者の山口明雄と山田洋行ライトヴィジョンの鍋島壽夫が映画化を目指し、航空自衛隊に協力を要請していたが、実現に至っていなかった。これを引き継いだ長谷川安弘ウイングス・ジャパン社長が『ビー・バップ・ハイスクール』で実績のある東映洋画の原田宗親東映配給部長に相談。原作を読んだ原田は、UFOがF-15J イーグルや航空自衛隊に襲い掛かるというSFX物では映画化は出来ないので直しが出来るならやろうと返答し、長谷川と原田の2名で航空自衛隊を訪問した。原田は東映が1976年に製作した『世界の空軍 AIR FORCE'77』に関わり、各地の航空ショーなどを取材した経験があり、上手く作ればヤング層を呼べないだろうかと考えた。山口明雄は自衛隊の出入り企業であるアクセス・イーストという会社を持っており、自衛隊との交渉役を務めた。自衛隊は陸・海・空を含めて志願者が少ないという悩みがあり、空はその中では一番人気があるが、いずれにしろ全体数は足りず、数年来、常に定員に満たなかった。1986年に公開された『トップガン』の影響で、アメリカ軍の志願者が増えたという背景があり、さりげなく自衛隊の姿を見せたいという考えから、全面協力を得ることが出来た。製作費は3億円でスタートしたが、膨れ上がり最終的には約6億円になった。うち東映が2億、三井物産が1億7,000万円、ウイングス・ジャパン1億2,500万、東北新社が1億円を負担した。

### 監督選定など
原田が監督にはエンターテインメント作品という狙いから村川透を、カメラには音声と録音を同時に出来るスーパー16ミリを開発した阪本善尚を起用し、脚本は山口の諒解を取り、村川との協議を経て高田純を起用した。高田への脚本発注は1989年12月で、そこから紆余曲折を経て1990年2月頃脚本完成。シビリアンコントロールの問題があり、政府の内局を取り付けなくてはならず、最初に渡していた脚本と撮影台本が変わったため、事情説明に原田が3度足を運んだ。

### キャスティング
主役は映画『湘南爆走族』で東映が見出した役者・織田裕二。『東京ラブストーリー』（フジテレビ）の前だが、1989年の『彼女が水着にきがえたら』で若い女性の間でかなり人気を上げていた。財前直見も人気があり、配役のビデオディレクターにピッタリでないかと、この二人を原田が最初に決め、ほかは村川監督と長谷川プロデューサーが決めた。人選に揉めたのが織田のライバル役で、無名塾の舞台を見て、新人の長森雅人を決めた。

### 設定
本家『トップガン』と共通する設定が複数存在する。
- ヒロインと基地近くのバーで出会い、お互いの身分を明かさぬまま基地で再会する。
- 主人公の親族（『トップガン』は父親、本作は兄）も戦闘機のパイロットであったが事故死しており、事故の真相が公表されていない。
- ライバルとなるパイロットの存在。
- 墜落事故（『トップガン』はジェット後流の吸入によるエンジン停止、本作は空間識失調）に遭ってスランプに陥り、そこから立ち直る。

### 撮影
1990年2月中旬から実景撮影。千歳基地201クルーが全面協力し、延べ100時間飛んでもらった。空中戦シーンは模型を用いた特撮だけではなく、自衛隊の実機による実際の飛行撮影が行われた。

### サウンドトラック
主題歌・挿入歌には、カナダの歌手シェリー・ジーコック（SHEREE）のほか、近藤房之助、坪倉唯子、生沢佑一が起用された。SHEREEは本人役として作中にも出演している。
| タイトル                                     | 『BEST GUY オリジナル・サウンドトラック』 |
| 収録曲                                       |                                           |
| 1. RIDIN' HIGH（生沢佑一）                   |                                           |
| 2. WHERE THE HEROES NOW（生沢佑一）          |                                           |
| 3. WOMAN'S WORK（SHEREE）                    |                                           |
| 4. HEAD ON PASS（インストゥルメンタル）      |                                           |
| 5. LOVE IN THE SKY（坪倉唯子・生沢佑一）     |                                           |
| 6. THE EMBLEM（インストゥルメンタル）        |                                           |
| 7. LIFE CAN BE SO GOOD（近藤房之助）         |                                           |
| 8. BANG ON (EDIT)（SHEREE）                  |                                           |
| 9. ILLUMINATION（インストゥルメンタル）      |                                           |
| 10. WHERE DO WE GO FROM HERE?（SHEREE）      |                                           |
| 11. BARREL ROLL LOCK（インストゥルメンタル） |                                           |
| 12. LADY LUCK（生沢佑一）                    |                                           |
| 13. BEST GUY (V.L.MIX)（SHEREE）             |                                           |
| 発売元                                       | BMGビクター                               |
| 発売日                                       | 1990年12月5日                             |
| 盤種                                         | CDアルバム                                |
| レコードNo                                   | BVCR-25（廃盤）                           |

#### シングル盤
| タイトル                            | 『BEST GUY』    |
| アーティスト                        | SHEREE          |
| 収録曲                              |                 |
| 1. BEST GUY                         |                 |
| 2. BEST GUY（インストゥルメンタル） |                 |
| 発売元                              | BMGビクター     |
| 発売日                              | 1990年10月21日  |
| 盤種                                | CDシングル      |
| レコードNo                          | BVDP-20（廃盤） |

## 宣伝
フジテレビの宣伝協力が得られ、同局の人気番組『笑っていいとも!』や『ねるとん紅鯨団』に織田やキャストが出演した。織田の女性ファンと航空機・ミリタリーファンに盛んにアピールした。

## 評価
配給10億円を目指していたがそれを大きく下回る結果となった。
外国機の領空侵犯によるスクランブル出動のシーンは、実機の迫力と特撮場面との間に乖離があり、本作品の評価を落とす一因ともなっている。

## フィルムの利用
1991年公開の映画『ゴジラvsキングギドラ』で本作品のフィルムが流用されている（中盤で第2航空団のF-15Jがキングギドラを要撃するシーン）。